# Kelet-Timor
Kelet-Timor, hivatalosan Kelet-timori Demokratikus Köztársaság, a tengeri Délkelet-Ázsia egyik országa a Kis-Szunda-szigetcsoportban. Timor sziget keleti feléből, Atauro- és Jaco-szigetekből, és Oecusse régióból, Timor sziget Indonéziához tartozó nyugati részén belüli exklávéból áll. Az ország déli szomszéda Ausztrália, amelytől a Timor-tenger választja el.

## Etimológia
Timor szigetének neve maláj eredetű, amelynek jelentése kelet, lévén a sziget keletre fekszik.

## Földrajz
Kelet-Timor a Kis-Szunda-szigetek külső ívéhez tartozó Timor-sziget keleti felén fekszik, részét képezi a sziget nyugati felének északi partján lévő Okusi exklávé és az Atauro-sziget. A trópusi monszun éghajlatú ország felszínének túlnyomó része változatos hegyvidék. A déli partot mocsaras síkság szegélyezi.
Területe nagyjából Borsod-Abaúj-Zemplén vármegye kétszerese. 

## Történelem
Timor-szigetét a portugálok 1520-ban fedezték fel, és 1633-ban hozták létre ott első gyarmatukat. A hollandokkal folyó évszázados viszálykodásnak az 1859-es lisszaboni szerződés vetett véget, amely a sziget keleti részét a portugáloknak juttatta. 1942 és 1945 között Indonéziával együtt a sziget is japán megszállás alatt állt. 1945. augusztus 17-én Indonézia kikiáltotta függetlenségét Hollandiától, a Kelet-Timorra visszatért portugálok viszont brutálisan leverték az önállóságot követelő lakosság felkelését. 1973-ban Portugália autonóm tartománya lett.
1975 augusztusában polgárháború robbant ki a teljes függetlenség hívei és az indonézbarátok között. A Kelet-timori Demokratikus Népi Köztársaság függetlenségét 1975. november 28-án kiáltották ki. Kicsit több mint egy héttel később, december 7-én Indonézia megszállta a szigetrészt, a kormány 6000 „önkéntest” küldött a vele rokonszenvezők támogatására. 1976 júliusában Indonézia 27. tartományává nyilvánították. Az ENSZ nem ismerte el Kelet-Timor bekebelezését.
Az 1999. augusztus 30-án megtartott népszavazáson a timoriak többsége a függetlenségre szavazott. A szavazás után az indonézpárti milíciák felégették a fővárost, az infrastruktúra megsemmisült. Ezek után a terület ENSZ-felügyelet alá került.
A teljes függetlenséget 2002. május 20-án nyerte el. Az országot 2002. szeptember 27-én felvették az ENSZ-be. A lakosság helyzete azonban sokat romlott azóta. A stabilitás nem állt helyre, a bandák, a hatalomból kihagyott, egykoron a függetlenségért küzdő csoportok folyamatosan ellenségeskedést szítottak és szítanak. 2006 májusában a hadsereg a ki nem fizetett bérek miatt zavargásokba kezdett, amelyek több száz halálos áldozattal jártak, és csak az év végén sikerült a helyzetet megoldani. Jelenleg az ország északi részén az ingatag békét az INTERFET nevű nemzetközi békefenntartó erő ellenőrzi – kevés sikerrel, a kiszélesedő bűnszervezetek egyre növekvő hatalma miatt.
José Ramos-Horta elnök életveszélyesen megsebesült 2008. február 11-én egy elvetélt puccskísérletben. Gusmão miniszterelnökre is tüzet nyitottak, de ő sértetlenül megmenekült. Az ausztrál kormány azonnal erősítést küldött Kelet-Timorra a rend helyreállítására.

## Államszervezet és közigazgatás
Kelet-Timor unitárius képviseleti köztársaság, kormányformája félelnöki.

### Törvényhozás, végrehajtás, igazságszolgáltatás
Az alkotmány szerint az államhatalom legfőbb szerve a Diliben ülésező egykamarás nemzeti parlament, amely törvényhozó és politikai döntéshozó jogkörökkel rendelkezik. A törvényhozásnak 52 és 65 közötti képviselője lehet, a 2018. évi parlamenti választások óta 65 tagja van. A képviselőket a választópolgárok ötévente választják a D’Hondt-módszer szerinti pártlistás választási rendszerben. Kelet-Timorban általános választójog van érvényben, a törvények értelmében minden tizenhetedik életévét betöltött állampolgár szavazhat.

## Népesség
| Lakosok száma | 499 681 | 568 447 | 662 803 | 583 567 | 711 794 | 866 700 | 899 367 | 1 049 156 | 1 224 562 | 1 360 596 |
|               | 1960    | 1967    | 1974    | 1981    | 1988    | 1995    | 2002    | 2009      | 2016      | 2023      |

### Általános adatok
Teljes lakossága 1 212 107 fő, melynek 50%-a városokban él.

### Etnikai, nyelvi, vallási megoszlás
A népesség 92%-a timori maláj, 8%-a pedig egyéb népcsoportokhoz (indonéz, kínai, portugál) tartozik. A lakosság 90%-a római katolikus vallású, 4%-a muszlim, 3%-a protestáns, 3%-a pedig buddhista és törzsi vallású.

## Gazdaság

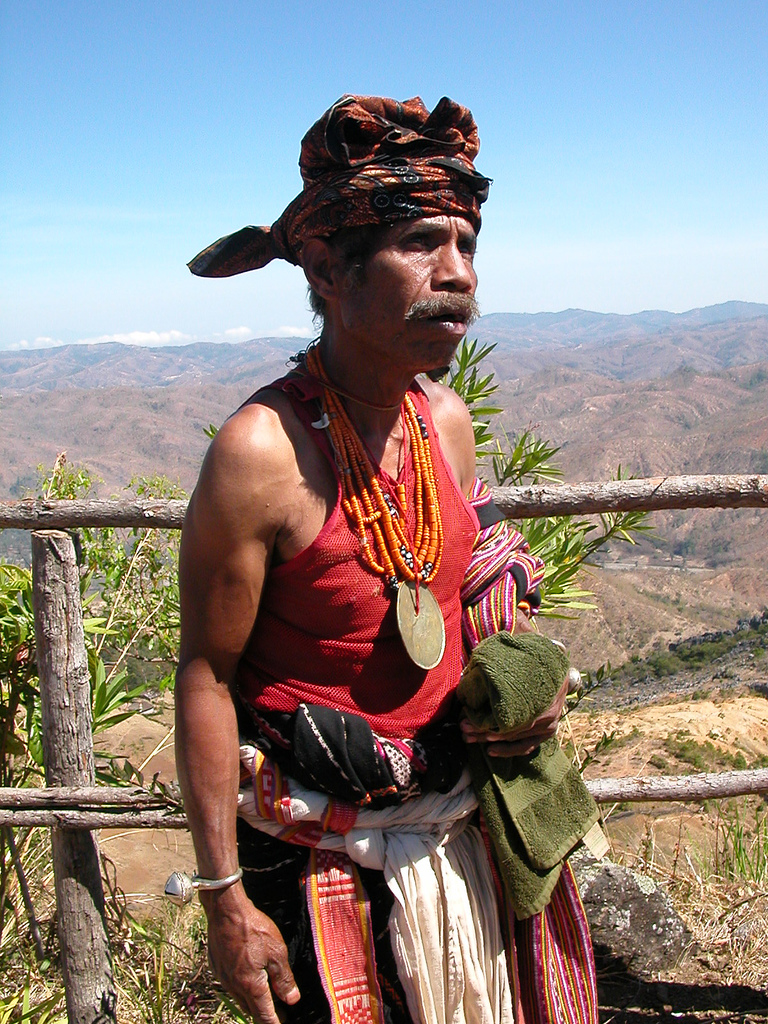
Hagyományos kelet-timori viseletben lévő férfi

Gazdaságilag igen elmaradott ország. Ásványkincsei (színesércek, kőolaj, földgáztelepek) kiaknázatlanok. Önellátásra rizst, maniókát és kukoricát termesztenek, sertést, kecskét, juhot, baromfit tenyésztenek. Kivitelre az ültetvényeken termesztett kávé kerül. Gazdasági helyzete nagymértékben függ a nemzetközi segélyszervezetek által biztosított segélyektől.

## Közlekedés
Az ország közlekedése elmaradott. Vasút nincs az országban, a belföldi közlekedést a 6040 km-es közúthálózat biztosítja, ebből csak 2600 km-nyi út burkolt. Kelet-Timornak három kis kapacitású nemzetközi repülőtere (a Presidente Nicolau Lobato nemzetközi repülőtér Diliben, a Xanana Gusmão nemzetközi repülőtér Suai mellett és az Oé-Cusse nemzetközi repülőtér Pante Macassarnál) és két nemzetközi kikötője van (személyforgalomra Dili kikötője, teherforgalomra a Tibar-öböli kikötő szolgál).

## Telekommunikáció
| Hívójel prefix | 4W |
| ITU zóna       | 54 |
| CQ zóna        | 28 |

## Kultúra

### Gasztronómia
A kelet-timori konyha sajátságain túl bír még portugál és délkelet-ázsiai hatásokkal. Az ételek leggyakoribb összetevői a sertés- és kecskehús, halak, bazsalikom, tamarindusz, hüvelyesek, kukorica, rizs, gyökerek és trópusi gyümölcsök.
A gazdaságot alapvetően a mezőgazdaságból jelenti, fő élelmezési terménye pedig a rizs. Azt követi az édesburgonya, kukorica, taró és tápióka termelése. További gyakori termények a sütőtök, mungóbab, paradicsom, menta, citrom, spenót, bazsalikom, paprika és tehénbab.
Sok háztartás maga termeli meg az élelmet, de ki vannak szolgáltatva a száraz évszaknak vagy a szélsőséges időjárásnak. Ilyen időszakban az akar nevű egyszerűen elkészíthető ételt fogyasztják: szárított pálmafakérget porrá törnek, vízben áztatva pépet csinálnak belőle és megsütik. Tápértéke ellenben csekély, ezért nagyon sok öt év alatti gyerek krónikus alultápláltságtól szenved.
A kávé nemcsak gasztronómiai termék, de értékmentő, pénzhelyettesítő eszköz. A háztartások gyakran termelnek kávét és fizetnek vele élelmiszerekért. Az ország nem olajexportjának 90%-át kávé teszi ki. Nagyon sok az ún. organikus kávéfa az országban. A háborúskodások idején sok kávéültetvényt elhagytak és ezek elvadultak. Elsősorban ínyenc fogyasztók vevők az ilyen kávéra.

## Turizmus

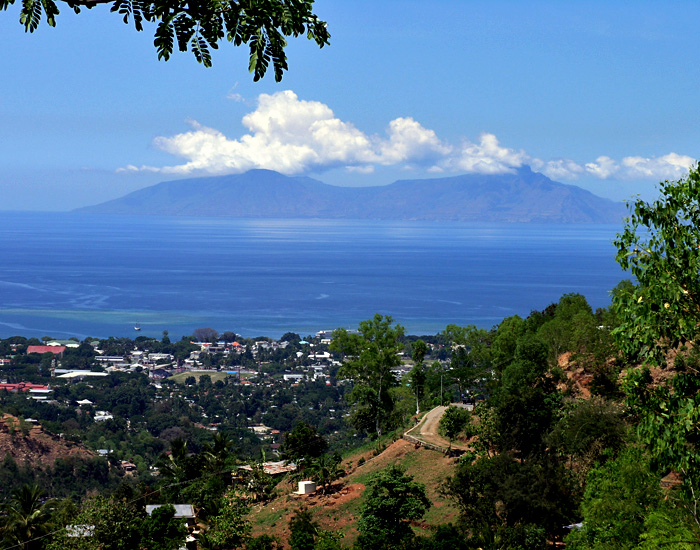
A főváros, Dili. A háttérben az Atauro sziget látszik

## Sport
Kelet-Timor labdarúgó válogatottját tartották a legrosszabbnak a világon. A FIFA ranglista utolsó helyét foglalta el idáig. 2-2-t játszott Kambodzsával, így 6 év után megszerezték első pontjukat.
A labdarúgás, mint az ország legnépszerűbb sportja azonban folyamatosan fejlődik, így 2015-ben a válogatott már a FIFA-világranglista 185. helyét foglalta el. A nemzeti tizenegy napjainkra képessé vált a nemzetközi kvalifikációs versenyeken való pontszerzésekre, sőt akár nagyarányú győzelmek kivívására is.